# イスマイル・アハマド・ムハマド・ハサン
イスマイル・アハマド・ムハマド・ハサン（アラビア語: اسماعيل احمد محمد حسن、英語: Ismail Ahmed Mohamed Hasan、朝鮮語: 이스마일 아흐마드 무함마드 하싼）は、パレスチナ国の外交官、大使。2009年3月23日に万寿台議事堂で最高人民会議常任委員会の金永南委員長に信任状を捧呈して以来、在朝鮮民主主義人民共和国大使を務めている。
2025年3月12日現在、パレスチナ大使としての共和国駐箚歴は信任状捧呈日から起算して通算5834日となっており、現職の駐朝各国大使のうち最も駐箚期間が長い。遅くとも2016年5月以降、駐朝外交団長を務めている。